# Simulium tarsale
Simulium tarsale är en tvåvingeart som beskrevs av Samuel Wendell Williston  1896. Simulium tarsale ingår i släktet Simulium och familjen knott. Inga underarter finns listade i Catalogue of Life.